# Ботун
Вижте пояснителната страница за други значения на Ботун.
Ботун или Ботум (на македонска литературна норма: Ботун) е село в община Дебърца на Северна Македония, разположено в едноименната котловина Дебърца.

## География
Селото е в Долна Дебърца, част от котловината Дебърца между Илинската планина от изток и Славей планина от запад.

## История
В XIX век Ботун е българско село в нахия Дебърца на Охридската каза на Османската империя. В „Етнография на вилаетите Адрианопол, Монастир и Салоника“, издадена в Константинопол в 1878 година и отразяваща статистиката на населението от 1873 година Ботун (Botoun) е посочено като село с 35 домакинства с 90 жители българи. Църквата „Света Богородица“ е изградена в 1895 година.
Според Васил Кънчов в 90-те години Ботум има 48 къщи. Според статистиката му („Македония. Етнография и статистика“) от 1900 година Ботум е населявано от 370 жители, всички българи християни.
На Етнографската карта на Битолския вилает на Картографския институт в София от 1901 година Ботун е чисто българско село в Охридската каза на Битолския санджак с 49 къщи.
В началото на XX век цялото население на селото е под върховенството на Българската екзархия. По данни на секретаря на екзархията Димитър Мишев („La Macédoine et sa Population Chrétienne“) в 1905 година в Ботун има 400 българи екзархисти и в селото функционира българско училище.
При избухването на Балканската война 5 души от Ботун са доброволци в Македоно-одринското опълчение.
Църквата „Свети Архангел Михаил“ е изградена в 1974 година, а в 1991 година е изградена втора църква „Света Богородица“.
Според преброяването от 2002 година селото има 227 жители.
| Националност | Всичко |
| македонци    | 220    |
| албанци      | 0      |
| турци        | 0      |
| роми         | 0      |
| власи        | 0      |
| сърби        | 3      |
| бошняци      | 0      |
| други        | 4      |

## Личности
Родени в Ботун
- Алексо Диме, от село Борун, арестуван през септември 1903 година, обвинен във „включване в българския комитет, за нарушаване на порядъка“, осъден на 3 години каторга, заточен в Диарбекир, амнистиран с общата амнистия от 12 април 1904 година[9]
- Георги Тане, арестуван през септември 1903 година, обвинен в „присъединяване към българските разбойници“, осъден на 5 години каторга, заточен в Диарбекир, амнистиран с общата амнистия от 12 април 1904 година[10]
- Йорги Каранфил, арестуван през септември 1903 година, обвинен в „присъединяване към българските разбойници“, осъден на 5 години каторга, заточен в Диарбекир, амнистиран с общата амнистия от 12 април 1904 година[10]
- Силян Ничев, български революционер от ВМОРО[11]
- Стоян Василов Йонов, български революционер от ВМОРО[12]
- Христо Грозданов, български революционер от ВМОРО[13]

Свързани с Ботун
- Павле Иванов, български революционер, охридски войвода на ВМОРО, сражавал се край Ботун през Илинденско-Преображенското въстание на 29 юли 1903 година начело на четата от Долна Дебърца.[14]